# Мистер Робертс (фильм)
«Мистер Робертс» (англ. Mister Roberts) — кинофильм режиссёров Джона Форда и Мервина Лероя, вышедший на экраны в 1955 году. Лента основана на одноимённом романе Томаса Хеггена (1946) и одноимённой пьесе (1948), созданной Хеггеном совместно с Джошуа Логаном по мотивам романа.

## Сюжет
Последние месяцы Второй мировой войны. Грузовое судно американских ВМС стоит у берегов затерянного на просторах Тихого океана островка. Кораблю ничто не угрожает, боевые действия разворачиваются за тысячи миль отсюда. Матросы страдают от жары, скуки и придирок капитана Мортона, кичащегося своим безупречным послужным списком; моральный дух команды как никогда низок. Единственный деятельный человек на борту — лейтенант Робертс, отвечающий за погрузку. Матросы с уважением относятся к нему, поскольку он единственный человек, способный защитить их от самодурства начальника. Однако Робертс мечтает о совсем другой судьбе: зная, что война скоро кончится, он хочет принести хоть какую-то пользу на поле боя и потому раз за разом подаёт капитану прошение о переводе на боевой корабль. А Мортон каждый раз отвечает подчинённому отказом…

## Создание фильма
Режиссёр Джон Форд был естественным выбором для работы над фильмом, поскольку военно-морская тема была ему очень близка: во время войны он служил в ВМС и вышел в отставку в звании контр-адмирала. Форд настоял на приглашении Генри Фонды, который в своё время играл в «Мистере Робертсе» на Бродвее, но уже восемь лет нигде не снимался. Жёсткий стиль режиссёра и его склонность к выпивке вскоре привели к конфликту между ним и Фондой. Вследствие этого, а также болезни, Форд не смог продолжить работу над картиной и был заменён Мервином Лероем, который попросил съёмочную группу сделать такой фильм, какой снял бы сам Форд. Кроме того, некоторые эпизоды были сняты Джошуа Логаном, постановщиком сценической версии пьесы.

## В ролях
- Генри Фонда — лейтенант Даг Робертс
- Джеймс Кэгни — капитан Мортон
- Уильям Пауэлл — Док
- Джек Леммон — энсин Фрэнк Пулвер
- Бетси Палмер — лейтенант Энн Жирар
- Уорд Бонд — старшина Дауди
- Филип Кэри — Мэннион
- Ник Адамс — Ребер
- Гарри Кэри младший — Стефановски
- Тайг Эндрюс — Уайли
- Джеймс Флавин — военный полицейский

## Награды
- 1955 — попадание в десятку лучших фильмов года по версии Национального совета кинокритиков США.
- 1956 — премия «Оскар» за лучшую мужскую роль второго плана (Джек Леммон), а также две номинации: лучший фильм (Лиланд Хэйуорд) и лучшая запись звука (Уильям Мюллер).
- 1956 — номинация на премию BAFTA в категории «лучший зарубежный актер» (Джек Леммон).
- 1956 — номинация на премию Гильдии режиссёров США за лучшую режиссуру художественного фильма (Джон Форд, Мервин Лерой).
- 1956 — премия Гильдии сценаристов США за лучшую американскую комедию (Фрэнк Ньюджент, Джошуа Логан).